# Placówka wywiadowcza KOP nr 1
Placówka wywiadowcza KOP nr 1 – organ wykonawczy wywiadu Korpusu Ochrony Pogranicza.

## Formowanie i zmiany organizacyjne
Placówka utworzona została w lipcu 1929 w Suwałkach. Wchodziła w skład Brygady KOP „Grodno”. Pod względem pracy wywiadowczej podlegała szefowi Ekspozytury Nr 1 „Wilno” Oddziału II SG, pod względem pracy kontrwywiadowczej szefowi Samodzielnego Referatu Informacyjnego DOK III Grodno, natomiast pod względem wyszkolenia wojskowego dowódcy Brygady KOP „Grodno”. Pod względem administracyjno-gospodarczym placówka była przydzielona do 29 batalionu odwodowego w Suwałkach. W maju 1934 placówka mieściła się przy ul. Kościuszki 40 na I pietrze, w domu prywatnym, jednopiętrowym, natomiast oficer eksponowany placówki w Oranach zajmował lokal na I piętrze w budynku stacji kolejowej Orany.
Zgodnie z etatem placówka liczyła 3 oficerów, 3 podoficerów i 4 szeregowych. 
W 1934 placówkę przeniesiono do Grodna. W 1937 jednostką administracyjną dla placówki nr 1 był batalion KOP „Orany”.
W 1939 placówka wywiadowcza KOP nr 1 „Grodno” podlegała nadal szefowi Ekspozytury nr 1 Oddziału II SG.

## Obsada personalna
Kierownicy placówki:
- por. piech. Marian II Kamiński[c] (p.o. 1929 – )
- kpt. piech. Marian Czesław Bajerlein[d] (24 XI 1932[12] − 1939)

Oficerowie:
- kpt. piech. Zygmunt Brodowski (1929 - 26 III 1931 → 76 pp)

Obsada placówki w lipcu 1929
- kierownik placówki − vacat
- oficer ofensywny − por. Ługowski Mieczysław
- oficer przemytniczy (p.o. kier.) − por. Kamiński Marian

Obsada personalna w marcu 1939:
- kierownik placówki – kpt. adm. (piech.) Marian Czesław Bajertein
- oficer placówki – kpt. piech. Alfons Jakubianiec (od VI 1937[15])
- oficer placówki – kpt. adm. (piech.) Józef Pilarski